# Татьянка
Татья́нка — протока в бассейне нижней Самары в Волжском районе Самарской области.
До строительства Саратовской ГЭС впадала в протоку Самары Сухая Самарка. После наполнения Саратовского водохранилища и подъема уровня воды в Волге Татьянка изменила направление течения. Часть воды из Самары попадает в Татьянку, которая около Новокуйбышевска впадает в протоку Кривуша, впадающую в Чапаевку. По данным государственного водного реестра бывшее устье реки, а ныне её исток, находится в 3,1 км по левому берегу протоки Сухая Самарка. Длина реки составляет 13 км.
Берега реки пологие, местами имеются крутые уступы. Ширина реки от 10 до 15 м. Глубина достигает 4,5-5 м и более. Дно чаще илистое. В летнее время часто наблюдается «цветение» воды, вызываемое массовым развитием зелёных и сине-зеленых водорослей.

## Название
Гидроним Татьянка не связан с личным женским именем Татьяна. Он представляет собой уменьшительную форму от более раннего наименования Татья, которое в свою очередь восходит к старорусскому тать — «вор, разбойник», татья — «разбойничья».

## Данные водного реестра
По данным государственного водного реестра России относится к Нижневолжскому бассейновому округу, водохозяйственный участок реки — Самара от водомерного поста у села Елшанка до города Самара (выше города), без реки Большой Кинель. Речной бассейн реки — Волга от верховий Куйбышевского вдхр. до впадения в Каспий.

## Флора поймы реки
При изучении флоры поймы р. Татьянка зарегистрировано 114 представителей сосудистых растений. Во флоре доминируют луговая и лесостепная группы растений. Современное состояние природного комплекса свидетельствует о сильной антропогенной трансформации растительного покрова. В сложении растительного покрова немаловажная роль принадлежит лугово-лесным и лесным видам, что объясняется наличием в луговой пойме лесных полян и опушек.